# Hannes Hyvönen
Hannes Ossian Hyvönen (Oulu, 29 agosto 1975) è un ex hockeista su ghiaccio finlandese.

## Palmarès

### Mondiali
- 1 medaglia:
  - 1 bronzo (Canada 2008)